# Erasto de Corinto
Erasto de Corinto (siglo I) es un discípulo de Pablo de Tarso, venerado como santo cristiano.

## Biografía
Erasto se adhiere a Pablo de Tarso, dejando su oficio como tesorero de Corinto. Lo sigue a Éfeso, donde está en el año 56 cuando Pablo lo envía a Macedonia con Timoteo de Éfeso, aparentemente para preparar las limosnas de los fieles. Erasto y Timoteo están con Pablo en Corinto en el año 58, cuando escribió a los romanos, a quienes saludó por parte de uno y de otro. Erasto parece seguir a Pablo hasta el último viaje que hace a Corinto. Si hacemos caso a la segunda epístola a Timoteo, atribuida a Pablo pero escrita un par de años después de su muerte, Erasto permanece en Corinto, donde Timoteo se une a él poco después a petición de Pablo. Detenido en Jerusalén alrededor del año 58, Pablo pasó dos años en prisión en Cesarea. Después de una segunda audiencia en presencia del procurador Festo, acompañado por el rey Agripa II y su hermana Berenice, Pablo va a Roma por primera vez donde predicará durante dos años. Regresará a Roma más tarde solo para ser juzgado y ejecutado en 67-68. 
Una inscripción hallada en el año 1929 en Corinto registra a un tal Erasto afirmando que "ha puesto (este pavimento) de su propio dinero”. Se sabe que dicho pavimento se puso hacia el año 50 d. C., por lo que dicha inscripción ha sido interpretada como una posible atestación extrabíblica del personaje.
Se celebra el 26 de julio.